# Даль, Оле-Йохан
Оле-Йохан Даль (норв. Ole-Johan Dahl, 12 октября 1931 года, Мандал — 29 июня 2002 года, Осло) — норвежский учёный в области теории вычислительных систем, лауреат премии Тьюринга. Вместе с Кристеном Нюгором является одним из разработчиков основ объектно-ориентированного программирования, а также первого объектно-ориентированного языка программирования Симула.

## Биография
Даль родился в норвежском городе Мандал в 1931 году в семье капитана судна. Кроме него, в семье было ещё двое детей. Женат с 1963 года на Тове Торгет (норв. Tove Torget), воспитал с ней двух детей.
Учился с 1949 по 1957 год в университете Осло, получил степень магистра наук по вычислительной математике. С 1952 по 1963 являлся сотрудником норвежского военного научно-исследовательского института (норв. Forsvarets forskningsinstitutt), затем работал в Норвежском вычислительном центре. В альма-матер получил полную профессуру в 1968 году, став первым профессором информатики в Норвегии. Там он работал до 1999 года вместе с Кристеном Нюгором над теорией объектно-ориентированных языков программирования. Вместе они разработали первый объектно-ориентированный язык Simula I, позже Simula 67. Даль и Нюгор ввели такие понятия, как класс, объект, наследование, динамическое создание объектов и т. д. Сейчас эти термины являются неотъемлемыми основами всех современных объектно-ориентированных языков программирования — в частности, языков Java и C++. Кроме того, в университете Осло Даль работал над иерархической структурой программирования.
С 2000 года Оле-Йохан Даль является кавалером ордена Святого Олафа. Вместе с Кристеном Нюгор Даль был награждён премией Тьюринга и Медалью IEEE имени Джона фон Неймана в 2001 году за их весомый вклад в развитие информатики.
Даль увлекался камерной музыкой, а также любил играть в бридж и бильярд.

## Награды (выдержка)
- 2000 — командор ордена Святого Олафа
- 2001 — Премия Тьюринга вместе с Кристеном Нюгором за идеи, фундаментальные для развития объектно-ориентированного программирования, возникшие в ходе разработки языков программирования Simula I и Simula 67[4]
- 2001 — Медаль Джона фон Неймана